# Sven Ledskog
Sven Ingvar Emanuel Ledskog, född 30 januari 1921 i Ukna församling, Kalmar län, död 13 december 2017 i Linköping, var en svensk väg- och vattenbyggnadsingenjör.
Ledskog, som var son till länsskogvaktare Emanuel Larsson och Karin Eriksson, avlade studentexamen som privatist 1943 och utexaminerades från Kungliga Tekniska högskolan 1949. Han anställdes vid Arméförvaltningen 1949, av Linköpings stad 1951, blev byggnadschef vid AB Linköpings stads tekniska verk 1961 och direktör i bolaget och chef för sektorn för vatten- och avloppsverksamheten 1970. Han tävlade för Storsjö skytteförening och blev svensk mästare i gevärsskytte 1948.